# Gonocerus
Genre
Gonocerus  est genre de punaises de la famille des Coreidae, de la sous-famille des Coreinae.

## Historique et dénomination
Le genre a été décrit par l'entomologiste français Pierre André Latreille en 1825 sous le nom de Gonocère . Mais c'est la description de l'entomologiste allemand Arnold Adolph Berthold en 1827 qui fait référence.

### Synonymie
- Gonoceras Thon, 1829 [3]
- Genocerus Uhler, 1877 [4]

## Taxinomie
Liste des espèces
- Gonocerus acuteangulatus (Goeze, 1778)
- Gonocerus insidiator (Fabricius, 1787)
- Gonocerus juniperi Herrich-Schaeffer, 1839
- Gonocerus lictor Horváth, 1879
- Gonocerus longicornis Hsiao, 1964
- Gonocerus lux Van Reenen, 1981
- Gonocerus nigrovittatus Ren, 1984
- Gonocerus patellatus Kiritshenko, 1916
- Gonocerus yunnanensis Hsiao, 1964

Espèces rencontrées en Europe
- Gonocerus acuteangulatus (Goeze, 1778)
- Gonocerus insidiator (Fabricius, 1787)
- Gonocerus juniperi Herrich-Schaeffer, 1839